# Steve Binder
Steve Binder é um produtor de televisão e diretor de musicais, principalmente para a TV. Produziu o antológico especial de TV "Elvis NBC TV Special".